# Razó
Una razó (occità: [raˈzu], literalment 'raó') és un text breu en prosa en occità antic que explica les circumstàncies en què fou escrita una determinada poesia trobadoresca o els motius pels quals fou escrita, o identifica les persones esmentades. Com les vides, foren redactades en el segle xiii i XIV. Sovint, la frontera entre la vida i la razó no és nítida i les razós contenen també elements biogràfics.
En els cançoners, la majoria redactats a Itàlia, les razós servien com a presentació i introducció de les peces que es recollien a continuació. En alguns cançoners, es troben disposades precedint la poesia que comenten i, en d'altres, agrupades amb les vides. Les rasós sovint es basen en la lectura literal de la composició, però a vegades contenen informacions originàries.
Els dos tipus de textos (vides i razós) són interessants també perquè en alguns casos contenen valoracions crítiques sobre l'obra poètica d'un trobador.
Aquests textos foren editats per Boutière i Schutz i, més modernament, per Favati. Encara més modernament, Martí de Riquer (1995) en dona els textos amb traducció a l'espanyol.